# My Fake Fiance
My Fake Fiancé (en español: Mi falso prometido) es una película hecha para televisión estrenada el 19 de abril de 2009, protagonizada por Melissa Joan Hart, dirigida por Gil Junger y producida por Craig McNeil.

## Sinopsis
Agua y aceite se llevan mejor que Jennifer (Melissa Joan Hart) y Vince (Joey Lawrence) que están sentados juntos en una boda e inmediatamente sienten un apasionado disgusto el uno por el otro. Jennifer es una mujer emprendedora sarcástica e inteligente con una tendencia a gastar el dinero de sus novios, mientras que Vince es un mujeriego de vida marginal y un mal apostador que puede sobrevivir más del encanto y el ingenio que de cualquier otro conjunto de habilidades discernibles. Llegan a la conclusión que contraer matrimonio es una excelente opción para conseguir dinero y buenos regalos, por lo que deciden organizar una boda ficticia, sin imaginar las consecuencias.
Tagline: Olvídate del romance y piensa en el dinero.

## Reparto
- Melissa Joan Hart como Jennifer.
- Joey Lawrence como Vince.
- Jason MacDonald como David.
- Nicole Tubiola como Courtney.
- Diane Neal como Bonnie.
- Rhoda Griffis como Val.
- Steve Schirripa como Mono.
- Burgess Jenkins como Steve.
- Patricia French como Catherine.
- Elizabeth Keener como Carmen.
- Robert Pralgo como Ben.